# داميان نوريس
داميان نوريس مواليد 21 أغسطس 1981 في هافانا، هو ملاكم محترف كوبي يصنف ضمن فئة الوزن الثقيل.

## المسيرة الاحترافية
من نزالاته:
- خسر أمام ألكسندر ألكسييف بالضربة الفنية القاضية (2011/06/11).
- خسر أمام مالك سكوت (2007/12/11).
- خسر أمام فريس أوكندو بالضربة الفنية القاضية (2007/05/02).
- خسر أمام كريس أريولا بالضربة الفنية القاضية (2006/08/19).

## إحصائيات
خاض خلال مسيرته 22 نزالا، فاز في 16 ولم يتعادل وخسر في 6. فاز بالضربة القاضية في 10 نزالات.

## روابط خارجية
- داميان نوريس على موقع بوكس ريك (الإنجليزية) (registration required)